# إدواردو تشافيز (لاعب كرة قدم)
إدواردو تشافيز (بالإسبانية: Eduardo Chávez) هو لاعب كرة قدم مكسيكي، ولد في 25 يناير 1987 في Los Reyes de Salgado ‏ في المكسيك. لعب مع طوروس نيزا ونادي تشياباس.

## وصلات خارجية
- إدواردو تشافيز على موقع قاعدة بيانات كرة القدم.إي يو (الإنجليزية)
- إدواردو تشافيز على موقع Soccerway.com (الإنجليزية)
- إدواردو تشافيز على موقع AS.com (الإسبانية)